# 前486年
| 千纪： | 前1千纪 |
| 世纪： | 前6世纪 \| 前5世纪 \| 前4世纪 |
| 年代： | 前510年代 \| 前500年代 \| 前490年代 \| 前480年代 \| 前470年代 \| 前460年代 \| 前450年代 |
| 年份： | 前491年 \| 前490年 \| 前489年 \| 前488年 \| 前487年 \| 前486年 \| 前485年 \| 前484年 \| 前483年 \| 前482年 \| 前481年                                                                      |
| 纪年： | 周敬王三十四年 魯哀公九年 齊悼公三年 晉定公二十六年 秦悼公五年 楚惠王三年 宋景公三十一年 卫出公七年 陳湣公十六年 蔡成侯五年 郑声公十五年 燕孝公七年 吴王夫差十年 越王勾践十一年 杞湣公元年 |

## 大事記
- 吳王夫差在邗（今江蘇揚州附近）築城，又開鑿邗溝，連結了長江、淮河。
- 鄭國執政罕達嬖人許瑕求封邑，攻打宋國雍丘，大敗逃還。宋國反攻，晉國卜卦不吉，不敢救鄭國。
- 陳國背楚國附吳國，楚國攻陳國。